# Gregor Baumgartner
Pour les articles homonymes, voir Baumgartner.
Gregor Baumgartner (né le 13 juillet 1979 à Leoben en Autriche) est un joueur professionnel de hockey sur glace autrichien. Il évolue au poste d'attaquant.

## Biographie

### Carrière en club
Formé au Kapfenberger SV, il poursuit son apprentissage en Amérique du Nord et notamment au Québec. Il passe trois saisons dans la Ligue de hockey junior majeur du Québec. Il décroche la Coupe du président 1999 avec le Titan d'Acadie-Bathurst. Il est repêché à deux reprises par des clubs de la Ligue nationale de hockey. La première fois, par les Canadiens de Montréal en 1997 au deuxième tour, en trente-septième position.  N'ayant signé aucun contrat avec les Canadiens, il est à nouveau éligible au repêchage 1999. Cette fois, les Stars de Dallas le sélectionnent au cent-cinquante-sixième rang. Il passe professionnel en 2000 avec les K-Wings du Michigan dans la Ligue internationale de hockey. Il revient en Autriche en 2003. Il remporte le titre national en 2005 avec l'EC Red Bull Salzbourg et en 2012 avec l'EHC Linz.

### Carrière internationale
Il représente l'Autriche au niveau international. Il prend part aux sélections jeunes. Il participe à son premier championnat du monde senior en 2000.

## Trophées et honneurs personnels

### LHJMQ
- 1996-1997 : nommé dans l'équipe des recrues.

### LAH
- 2001-2002 : participe au match des étoiles.

## Statistiques
| Saison    | Équipe                    | Ligue          |    | Saison régulière | Saison régulière | Saison régulière | Saison régulière | Saison régulière |   | Séries éliminatoires | Séries éliminatoires | Séries éliminatoires | Séries éliminatoires | Séries éliminatoires |
| Saison    | Équipe                    | Ligue          | PJ | B                | A                | Pts              | Pun              | PJ               | B | A                    | Pts                  | Pun                  |                      |                      |
| 1993-1994 | Gouverneurs de Sainte-Foy | Midget AAA     | 55 | 37               | 33               | 70               |                  |                  |   |                      |                      |                      |                      |                      |
| 1994-1995 | Gouverneurs de Sainte-Foy | Midget AAA     | 43 | 28               | 29               | 57               | 2                |                  |   |                      |                      |                      |                      |                      |
| 1995-1996 | Université Clarkson       | ECAC           | 7  | 0                | 1                | 1                | 0                |                  |   |                      |                      |                      |                      |                      |
| 1996-1997 | Titan de Laval            | LHJMQ          | 68 | 19               | 44               | 63               | 15               | 3                | 0 | 0                    | 0                    | 0                    |                      |                      |
| 1997-1998 | Titan de Laval            | LHJMQ          | 68 | 31               | 51               | 82               | 10               | 16               | 5 | 12                   | 17                   | 6                    |                      |                      |
| 1998-1999 | Titan d'Acadie-Bathurst   | LHJMQ          | 68 | 33               | 58               | 91               | 14               | 23               | 8 | 8                    | 16                   | 8                    |                      |                      |
| 1999      | Titan d'Acadie-Bathurst   | Coupe Memorial | 3  | 0                | 1                | 1                | 0                | -                | - | -                    | -                    | -                    |                      |                      |
| 1999-2000 | K-Wings du Michigan       | LIH            | 59 | 6                | 9                | 15               | 11               | -                | - | -                    | -                    | -                    |                      |                      |
| 2000-2001 | Grizzlies de l'Utah       | LIH            | 31 | 3                | 2                | 5                | 4                | -                | - | -                    | -                    | -                    |                      |                      |
| 2000-2001 | Steelheads de l'Idaho     | WCHL           | 4  | 2                | 2                | 4                | 2                | -                | - | -                    | -                    | -                    |                      |                      |
| 2000-2001 | Blazers d'Oklahoma City   | LCH            | 6  | 2                | 3                | 5                | 8                | -                | - | -                    | -                    | -                    |                      |                      |
| 2001-2002 | Grizzlies de l'Utah       | LAH            | 34 | 10               | 10               | 20               | 4                | 1                | 0 | 0                    | 0                    | 0                    |                      |                      |
| 2001-2002 | Brahmas de Fort Worth     | LCH            | 3  | 2                | 1                | 3                | 2                | -                | - | -                    | -                    | -                    |                      |                      |
| 2002-2003 | Ice Pilots de Pensacola   | ECHL           | 58 | 28               | 24               | 52               | 29               | -                | - | -                    | -                    | -                    |                      |                      |
| 2003-2004 | Vienna Capitals           | EBEL           | 23 | 5                | 4                | 9                | 12               | -                | - | -                    | -                    | -                    |                      |                      |
| 2004-2005 | EC The Red Bulls Salzburg | EBEL           | 28 | 6                | 11               | 17               | 4                | -                | - | -                    | -                    | -                    |                      |                      |
| 2004-2005 | Vienna Capitals           | EBEL           | 26 | 6                | 10               | 16               | 4                | 10               | 2 | 1                    | 3                    | 2                    |                      |                      |
| 2005-2006 | Vienna Capitals           | EBEL           | 45 | 10               | 20               | 30               | 36               | 5                | 0 | 0                    | 0                    | 0                    |                      |                      |
| 2006-2007 | EHC Liwest Linz           | EBEL           | 55 | 28               | 20               | 48               | 44               | 3                | 0 | 1                    | 1                    | 0                    |                      |                      |
| 2007-2008 | EHC Liwest Linz           | EBEL           | 46 | 18               | 19               | 37               | 14               | 11               | 3 | 2                    | 5                    | 4                    |                      |                      |
| 2008-2009 | EHC Liwest Linz           | EBEL           | 52 | 21               | 20               | 41               | 22               | 6                | 1 | 1                    | 2                    | 4                    |                      |                      |
| 2009-2010 | EHC Liwest Linz           | EBEL           | 54 | 14               | 21               | 35               | 28               | 18               | 5 | 2                    | 7                    | 10                   |                      |                      |
| 2010-2011 | EHC Liwest Linz           | EBEL           | 49 | 8                | 8                | 16               | 10               | 1                | 0 | 0                    | 0                    | 0                    |                      |                      |
| 2011-2012 | EHC Liwest Linz           | EBEL           | 49 | 22               | 24               | 46               | 10               | 17               | 9 | 3                    | 12                   | 6                    |                      |                      |
| 2012-2013 | EHC Liwest Linz           | EBEL           | 52 | 14               | 25               | 39               | 8                | 13               | 1 | 4                    | 5                    | 2                    |                      |                      |
| 2013-2014 | EHC Liwest Linz           | EBEL           | 54 | 12               | 12               | 24               | 14               | 8                | 1 | 0                    | 1                    | 0                    |                      |                      |
| 2014-2015 | EHC Liwest Linz           | EBEL           | 8  | 0                | 0                | 0                | 0                | -                | - | -                    | -                    | -                    |                      |                      |